# Büren (district)
Het district Büren in het kanton Bern met als hoofdplaats Büren an der Aare omvat 14 gemeenten met een totale oppervlakte van 88 km²:
| Gemeentenaam        | Inwoners (01.01.2005) | Oppervlakte (km²) |
| ------------------- | --------------------- | ----------------- |
| Arch                | 1578                  | 6,4               |
| Büetigen            | 772                   | 3,6               |
| Büren an der Aare   | 3195                  | 12,7              |
| Busswil bei Büren   | 1952                  | 3,1               |
| Diessbach bei Büren | 832                   | 6,3               |
| Dotzigen            | 1312                  | 4,3               |
| Lengnau             | 4416                  | 7,3               |
| Leuzigen            | 1172                  | 10,3              |
| Meienried           | 56                    | 0,7               |
| Meinisberg          | 1165                  | 4,4               |
| Oberwil bei Büren   | 776                   | 6,7               |
| Pieterlen           | 3295                  | 8,3               |
| Rüti bei Büren      | 850                   | 6,5               |
| Wengi bei Büren     | 584                   | 7,1               |

Aarberg · Aarwangen · Bern · Biel · Büren · Burgdorf · Courtelary · Erlach · Fraubrunnen · Frutigen · Interlaken · Konolfingen · Laupen · Moutier · La Neuveville · Nidau · Niedersimmental · Oberhasli · Obersimmental · Saanen · Schwarzenburg · Seftigen · Signau · Thun · Trachselwald · Wangen